# Torre (Sabugal)
A Torre é uma aldeia anexa à freguesia do Sabugal, concelho do Sabugal, distrito da Guarda.
Tem poucos habitantes e a maioria é idosa dedicando-se sobretudo à agricultura e criação de gado. As grandes festas da povoação decorrem em Agosto e são em honra de Nossa Senhora de Fátima.
A Torre localiza-se junto a Ozendo e junto à Colónia Agrícola de Martim Rei.

## Património
- Igreja.